# Дело номер 3
Дело номер 3 е съдебно-политическо дело, заведено през 1992 – 1993 г. срещу 22-ма бивши партийни и държавни ръководители на Народна република България на длъжности министър-председатели, заместник-председатели на Министерския съвет, министри и секретари на Централния комитет на БКП в това число бившия държавен глава на НРБ Тодор Живков за приемани в периода 1981 – 1989 г. правителствени и партийни решения за предоставяне на безвъзмездни помощи на развиващи се страни, известни като страни от Третия свят, които след промените от 1989 г. стават несъбираеми.

## История на делото
Дело номер 3 е заведено от Главна прокуратура на България и главния прокурор Иван Татарчев на 8 юли 1992 г. срещу всички бивши държавни и партийни ръководители на НРБ, заемали длъжностите председател и заместник-председатели на Министерския съвет на НРБ и Генерален секретар на ЦК на БКП и секретари на ЦК на БКП, за подписани от тях секретни решения на бюрото на Министерския съвет на НРБ (включващо в периода 1981 – 1989 г. премиера и вицепремиерите и от 1987 до 1989 г. и министрите на суперминистерства, тъй като те имат вицепремиерски ранг) и секретариата на Централния комитет на БКП. Обвинението е повдигнато по член 203 от Наказателния кодекс за извършено длъжностно присвояване в особено големи размери, предвиждащ от 10 до 30 години лишаване от свобода, при условията на продължаващо престъпление, действайки в съучастие между длъжностните лица, заемащи отговорно служебно положение, тъй като според прокуратурата лицата, заемащи висши ръководни държавни и партийни длъжности са предоставили кредити, военна техника, оръжие, храни и припаси в размер на 244 милиона лева на развиващите се страни, които след 1989 г. са станали несъбираеми, тъй като след политическите промени от 1989 г. онези развиващи се страни, които са получили безвъзмездни помощи от Народна република България отказват да върнат получените помощи, мотивирайки се че те са безвъзмездни. Първи е обвинен бившият Генерален секретар на ЦК на БКП и председател на Държавния съвет на НРБ Тодор Живков, а на следващия ден 9 юли 1992 г. и бившият министър-председател на НРБ Георги Атанасов. На 7 юли 1992 г. народният представител от БСП и бивш премиер и първи вицепремиер Андрей Луканов е арестуван, след като му е отнет депутатският имунитет от Народното събрание и е задържан в ареста на Националната следствена служба в София на ул. „Развигор“ 1, където остава до декември 1992 г. когато е освободен от ареста, след промяна на мярката за неотклонение. През януари 1993 г. общото число на обвиняемите лица става 22 души, от които 21 бивши държавни и партийни ръководители от БКП, сред които са бившият държавен глава на НРБ Тодор Живков и бившите министър-председатели на НРБ Гриша Филипов и Георги Атанасов, бившите вицепремиери Огнян Дойнов, Стоян Марков, Андрей Луканов, който е и бивш министър на външноикономическите връзки на НРБ, Георги Йорданов, който е и бивш министър на културата, науката и просветата на НРБ, Георги Караманев, Иван Илиев, Кирил Зарев, Станиш Бонев, бившият министър на вътрешните работи на НРБ Димитър Стоянов, бившите секретари на ЦК на БКП Васил Цанов, Емил Христов, Милко Балев, Димитър Станишев, Чудомир Александров и Александър Лилов, и един бивш държавен и партиен ръководител от БЗНС (казионен) – бившият вицепремиер и министър на земеделието и горите на НРБ Алекси Иванов, който е и бивш организационен и икономически секретар на Постоянното присъствие на БЗНС (казионен). На 19 януари 1993 г. е отнет депутатският имунитет и е подведен под съдебна отговорност народният представител от БСП и бивш идеологически секретар на ЦК на БКП Александър Лилов. През 1993 г. е поискана екстрадицията от Австрия на бившия вицепремиер и икономически министър на НРБ Огнян Дойнов като обвиняем по дело номер 3, но Виенският съд на Австрия отказва екстрадицията. На 11 юли 1993 г. материалите по обвиненията са предявени на всички 22 души обвиняеми. Дело номер 3 продължава съществуването си до 2000 г., когато 8 от обвиняемите вече са починали, и след като Андрей Луканов (който е убит на 2 октомври 1996 г. в София) осъжда през 1996 – 1997 г. България в Европейския съд за правата на човека, че са нарушени гражданските му права като обвиняем по дело номер 3, с постановление на Върховна касационна прокуратура от 13 февруари 2000 г. дело номер 3 е прекратено срещу всички обвиняеми лица, като в постановлението прокурорът от Върховна касационна прокуратура Емилия Маскръчка мотивира прекратяването на наказателното производство с конституционните правомощия на Министерския съвет, партийните функции на секретариата на ЦК на БКП и отчитаните от Министерския съвет всяка година до 1989 г. пред Народното събрание отпускани безвъзмездни помощи. През 2008 г. останалите живи бивши обвиняеми Георги Атанасов, Георги Йорданов, Иван Илиев, Григор Стоичков, Георги Караманев и др. осъждат България в Европейския съд за правата на човек за това, че са им нарушени правата като обвиняеми по дело номер 3.

## Списък на обвиняемите по дело номер 3
1. Тодор Живков – генерален секретар на ЦК на БКП и председател на Държавния съвет на НР България за най-малката сума в обвинението 16 млн. лева, мярка за неотклонение „домашен арест“.
2. Георги Атанасов – министър-председател в периода 1986 – 1990 г. и секретар на ЦК на БКП 1977 – 1986 г. за най-голямата сума в обвинението – 157 млн. лева, мярка за неотклонение „задържане под стража“.
3. Милко Балев – секретар на ЦК на БКП през 1982 – 1989 г., мярка за неотклонение „парична гаранция“.
4. Огнян Дойнов – заместник-председател на Министерския съвет в периода 1985 – 1987 г., председател на Стопанския съвет 1986 – 1987 г. и член на Политбюро и секретар на ЦК на БКП 1981 – 1984 г., поискана екстрадиция от Австрия, отказана от Австрия.
5. Станиш Бонев – заместник-председател на Министерския съвет и председател на Държавната планова комисия 1981 – 1985 г., мярка за неотклонение „парична гаранция“.
6. Георги Йорданов – заместник-председател на Министерския съвет 1979 – 1987 г. и министър на културата, науката и просветата 1987 – 1989 г. – за сума в обвинението 74 млн. лева, мярка за неотклонение „парична гаранция“.
7. Георги Караманев – заместник-председател на Министерския съвет 1982 – 1987 г. за сумата от 131 млн. лева, мярка за неотклонение „парична гаранция“.
8. Алекси Иванов – заместник-председател на Министерския съвет, председател на Съвета по селско и горско стопанство и министър на земеделието и горите от март 1986 – до началото на 1989 г. и секретар на Постоянното присъствие на БЗНС 1976 до декември 1989 г. за сума по обвинението 35 млн. лева, мярка за неотклонение „парична гаранция“.
9. Димитър Стоянов – министър на вътрешните работи от октомври 1973 – до началото на 1989 г., член на Политбюро на ЦК на БКП и секретар на ЦК на БКП януари-ноември 1989 г., мярка за неотклонение „парична гаранция“.
10. Васил Цанов – секретар на ЦК на БКП 1981 – 1989 г., сума по обвинението 33 млн. лева, мярка за неотклонение „задържане под стража“, променена в деня на обвинението в мярка за неотклонение „парична гаранция“.
11. Гриша Филипов – министър-председател 1981 – 1986 г., секретар на ЦК на БКП 1986 – 1989 г., мярка за неотклонение „задържане под стража“, изменена в мярка за неотклонение „парична гаранция“.
12. Емил Христов – секретар на ЦК на БКП 1984 – 1989 г., мярка за неотклонение „парична гаранция“.
13. Димитър Станишев – секретар на ЦК на БКП 1977 – 1990 г., мярка за неотклонение „парична гаранция“, конфискуван оръжеен трофей пушка, върната после на Станишев.
14. Стоян Михайлов – секретар на ЦК на БКП 1978 – 1988 г., мярка за неотклонение „задържане под стража“.
15. Иван Илиев – заместник-председател на Министерския съвет и председател на Държавна планова комисия 1985 – 1987 г., мярка за неотклонение „парична гаранция“.
16. Кирил Зарев – заместник-председател на Министерския съвет 1986 – 1987 г. и секретар на ЦК на БКП 1982 – 1986 г., мярка за неотклонение „задържане под стража “, изменена в „парична гаранция“.
17. Григор Стоичков – заместник-председател на Министерския съвет 1976 – 1989 г., мярка за неотклонение „парична гаранция“.
18. Андрей Луканов – първи заместник-председател на Министерския съвет 1986 – 1987 г., зам.-председател на Министерския съвет 1976 – 1986 г., министър на външноикономическите връзки 1987 – 1989 г., взета мярка за неотклонение „задържане под стража “, изменена в мярка „парична гаранция“
19. Чудомир Александров – първи заместник-председател на Министерския съвет 1984 – 1986 г., член на Политбюро на ЦК на БКП и секретар на ЦК на БКП 1986 – 1988 г., взета мярка за неотклонение „задържане под стража“, изменена в „парична гаранция“.
20. Пенчо Кубадински – член на Политбюро на ЦК на БКП 1974 – 1989 г., взета мярка за неотклонение „задържане под стража“, изменена в „парична гаранция“.
21. Стоян Марков – първи заместник-председател на Министерския съвет и председател на Държавния комитет за изследвания и технологии 1986 – 1987 г.
22. Александър Лилов – секретар на ЦК на БКП 1977 – 1983 г., взета мярка за неотклонение „задържане под стража“, изменена в „парична гаранция“.